# Desmiphora xerophila
Desmiphora xerophila är en skalbaggsart som beskrevs av Martins och Maria Helena M. Galileo 1995. Desmiphora xerophila ingår i släktet Desmiphora och familjen långhorningar. Inga underarter finns listade i Catalogue of Life.